# جورج غلوبرمان
جورج غلوبرمان (بالإنجليزية: George Glauberman)‏ (ولد عام 1941، مدينة نيويورك) هو رياضياتي في جامعة شيكاغو يعمل على الزمر المنتهية البسيطة. أثبت مبرهنة زيد جيه ومبرهنة Z*.
أنهى غلوبرمان دراسته الجامعية في معهد البوليتكنيك في بروكلين وتخرج منه عام 1961، ونال درجة الماجستير من جامعة هارفارد عام 1962. وحصل على درجة دكتوراه الفلسفة من جامعة ويسكونسن-ماديسون عام 1965 تحت إشراف ريتشارد بروك. تتلمذ على يده 22 طالبًا لدكتوراه الفلسفة، منهم أحمد الجلبي وبيتر لاندروك، رئيس ومؤسس كريبتوماتك. وله مؤلفات شارك فيها مع جوناثان ألبيرين وسيمون فيليبس نورتون وتسفي أراد.
أصبح عام 2012 زميلًا للجمعية الرياضياتية الأمريكية.